# Seydou Fini
Seydou Fini (Nuoro, 2 juni 2006) is een Italiaans voetballer met Ivoriaanse roots die in het seizoen 2024/25 door Genoa CFC wordt uitgeleend aan Excelsior Rotterdam.

## Clubcarrière
Fini sloot zich in 20013 op zevenjarige leeftijd aan bij de jeugdopleiding van Genoa CFC. In juli 2022 ondertekende hij er zijn eerste profcontract. In het seizoen 2022/23 hielp hij de U19-ploeg van Genoa, met wie hij in 2022 naar de Campionato Primavera 2 was gezakt, aan een snelle terugkeer naar de Campionato Primavera 1.
Onder zijn voormalige jeugdtrainer Alberto Gilardino stroomde Fini in 2023 door naar het eerste elftal van Genoa. Op 22 oktober 2023 maakte hij zijn officiële debuut in het eerste elftal van de club: in de competitiewedstrijd tegen Atalanta Bergamo (2-0-verlies) liet Gilardino hem in de 87e minuut invallen voor Stefano Sabelli. In december 2023 mocht Fini invallen in de competitiewedstrijden tegen Empoli FC en AC Monza en in de bekerwedstrijd tegen SS Lazio.
Op 1 februari 2024 werd aangekondigd dat Fini het seizoen op huurbasis uitdeed bij Standard Luik, de Belgische zusterclub van Genoa. Fini mocht er vier keer invallen in de reguliere competitie en vervolgens nog drie keer in de Europe play-offs. Op 18 mei 2024 kreeg hij op de voorlaatste speeldag van de Europe play-offs een basisplaats tegen KAA Gent van trainer Ivan Leko, een week later mocht hij ook starten tegen KV Mechelen.
Fini begon het seizoen 2024/25 bij Genoa, waar trainer Alberto Gilardino hem op 9 augustus 2024 in de blessuretijd van de bekerwedstrijd tegen AC Reggiana 1919 (1-0-zege) liet invallen voor Junior Messias. Later die maand leende Genoa hem weliswaar voor een seizoen uit aan de Nederlandse eerstedivisionist Excelsior Rotterdam.

## Clubstatistieken
| Seizoen         | Club                  | Land               | Competitie      | Competitie | Competitie | Beker | Beker | Supercup | Supercup | Europees | Europees | Totaal | Totaal |
| Seizoen         | Club                  | Land               | Competitie      | Wed.       | Dlp.       | Wed.  | Dlp.  | Wed.     | Dlp.     | Wed.     | Dlp.     | Wed.   | Dlp.   |
| --------------- | --------------------- | ------------------ | --------------- | ---------- | ---------- | ----- | ----- | -------- | -------- | -------- | -------- | ------ | ------ |
| 2023/24         | Genoa CFC             | Vlag van Italië    | Serie A         | 3          | 0          | 1     | 0     | —        | —        | —        | —        | 4      | 0      |
| 2023/24         | → Standard Luik       | Vlag van België    | Eerste klasse A | 9          | 0          | 0     | 0     | —        | —        | —        | —        | 9      | 0      |
| 2024/25         | Genoa CFC             | Vlag van Italië    | Serie A         | 0          | 0          | 1     | 0     | —        | —        | —        | —        | 1      | 0      |
| 2024/25         | → Excelsior Rotterdam | Vlag van Nederland | Eerste divisie  | 35         | 4          | 2     | 0     | —        | —        | —        | —        | 37     | 4      |
| Carrière totaal | Carrière totaal       | Carrière totaal    | Carrière totaal | 47         | 4          | 4     | 0     | 0        | 0        | 0        | 0        | 51     | 4      |

Bijgewerkt op 9 oktober 2025.

## Interlandcarrière
Fini nam in mei 2023 met Italië –17 deel aan het EK onder 17 in Hongarije. Italië verloor zijn eerste twee groepswedstrijden tegen respectievelijk Spanje en Servië, waardoor de 0-3-zege tegen Slovenië op de laatste groepsspeeldag niet voldoende was om door te stoten naar de knock-outfase. Fini kwam in actie in alle drie de groepswedstrijden, waarvan tweemaal als invaller.